# ЕС1/ЕС2Г «Ластівка»

## ЕС1/ЕС2Г/ЕС2ГП, ЕС1П «Ластівка» (рос.«Ласточка»)
ЕС1, ЕС2Г, ЕС2ГП, ЕС1П (Електропоїзд Сіменс, 1-й або 2-й тип, Г — міський (рос. городской), П — преміум (рос. ЭС1, ЭС2Г, ЭС2ГП, ЭС1П) — швидкісний електропоїзд, створений на основі платформи Siemens Desiro, для РЖД. Електропоїзди ЕС1 та ЕС1П — двосистемні, ЕС2Г та ЕС2ГП — постійного струму.

## Історія
29 грудня 2009 року ВАТ «РЖД» підписала контракт з Siemens на поставку 54 електропоїздів «Siemens Desiro Rus» вартістю 410 мільйонів євро для пасажирських перевезень на Зимових Олімпійських іграх-2014. Перші 38 складів побудовані в Німеччині, інші 16 — в Росії.
У березні 2011 року ТОВ «Уральські локомотиви» (СП «Сіменс АГ» і групи «Сінара») і ТОВ «Аероекспрес» створили спільне підприємство для локалізації виробництва електропоїздів в Росії. Виробництво складів здійснюватиметься на Уральському заводі залізничного машинобудування у Верхній Пишмі (Свердловська область). Запуск виробництва стартував наприкінці 2013 року. Згідно з планами, завод вироблятиме для Російських залізниць близько 200 вагонів щорічно. До 2017 року 80 % виробництва цих поїздів повинно було локалізовано в Росії.
Локалізовані для Росії версії поїздів «Siemens Desiro Rus» отримали комерційну назву «Ластівка». У складі кожного поїзда п'ять вагонів. Головні вагони поїзда є моторними, з осьовою формулою 20−20. На моторних вагонах встановлені асинхронні двигуни, потужністю 320 кВт кожен, які працюють від асинхронного тягового приводу.  Тяговий механізм на поїздах 2-го класу, включає в себе двоступінчастий редуктор з проміжним зубчастим колесом; передаточне число 4,85. Вагони поїзда мають двоступеневе пружинне підвішування, центральне підвішування пневматичне. Вагони обладнані автоматичними висувними сходами, це дозволяє експлуатацію на дільницях з низькими платформами.
Електропоїзд «Desiro RUS» є двосистемними, відповідно можуть експлуатуватися як на електрифікованих лініях постійному струмі (=3 кВ), так і на змінному (~25 кВ), що дозволяє використовувати їх на маршрутах з дільницями, які живляться від різних систем енергопостачання без зупинок на станціях стикування різних видів струму. У 2013 році Desiro RUS почав курсувати за маршрутом Адлер — Краснодар I без зупинки на станції стикування Гарячий Ключ. З початку Зимової олімпіади-2014 в Сочі поїзди Desiro RUS експлуатуються на маршруті з різними системами енергопостачання Адлер — Роза Хутор.
7 вересня 2011 року ВАТ «РЖД» оголосили замовлення на поставку 1,2 тис. вагонів електропоїздів серії Desiro Rus. Контракт підписали президент ВАТ «РЖД» В. І. Якунін, голова правління Siemens Петер Лешер і президент ЗАТ «Група Сінара» Дмитро Пумпянський на Міжнародному залізничному бізнес-форумі «Експо 1520» у Щербинці.

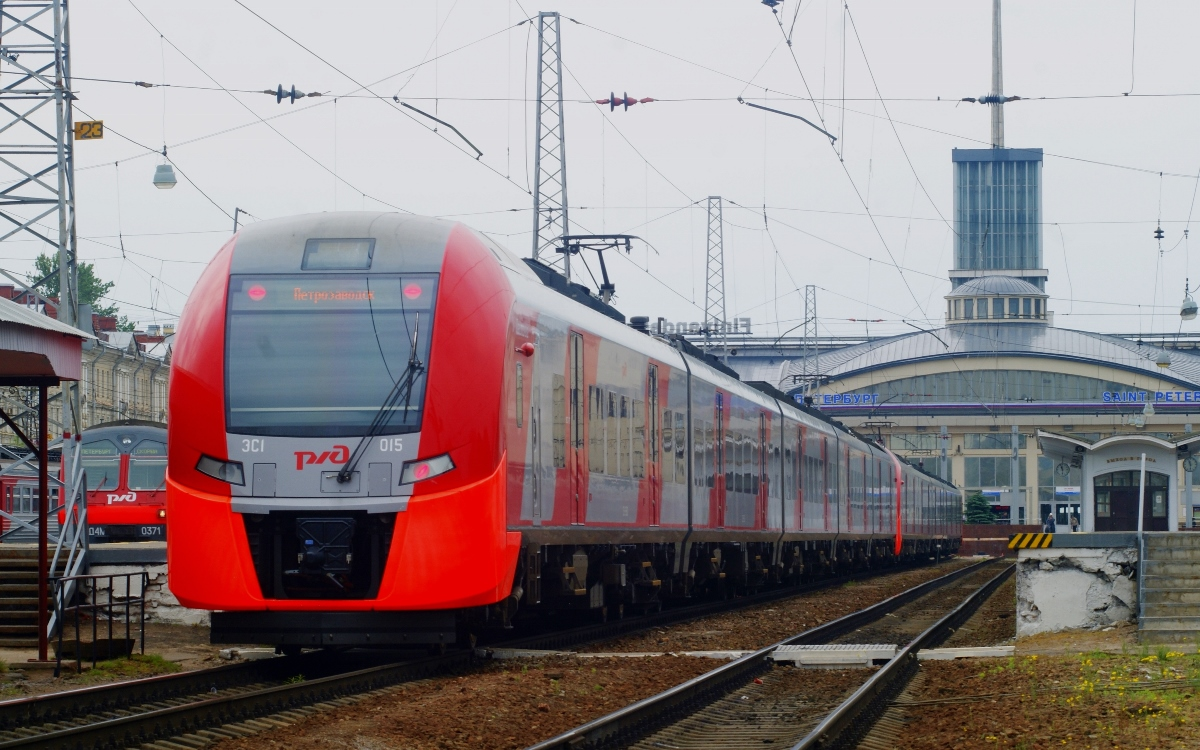
ЕС1-015 «Ластівка»
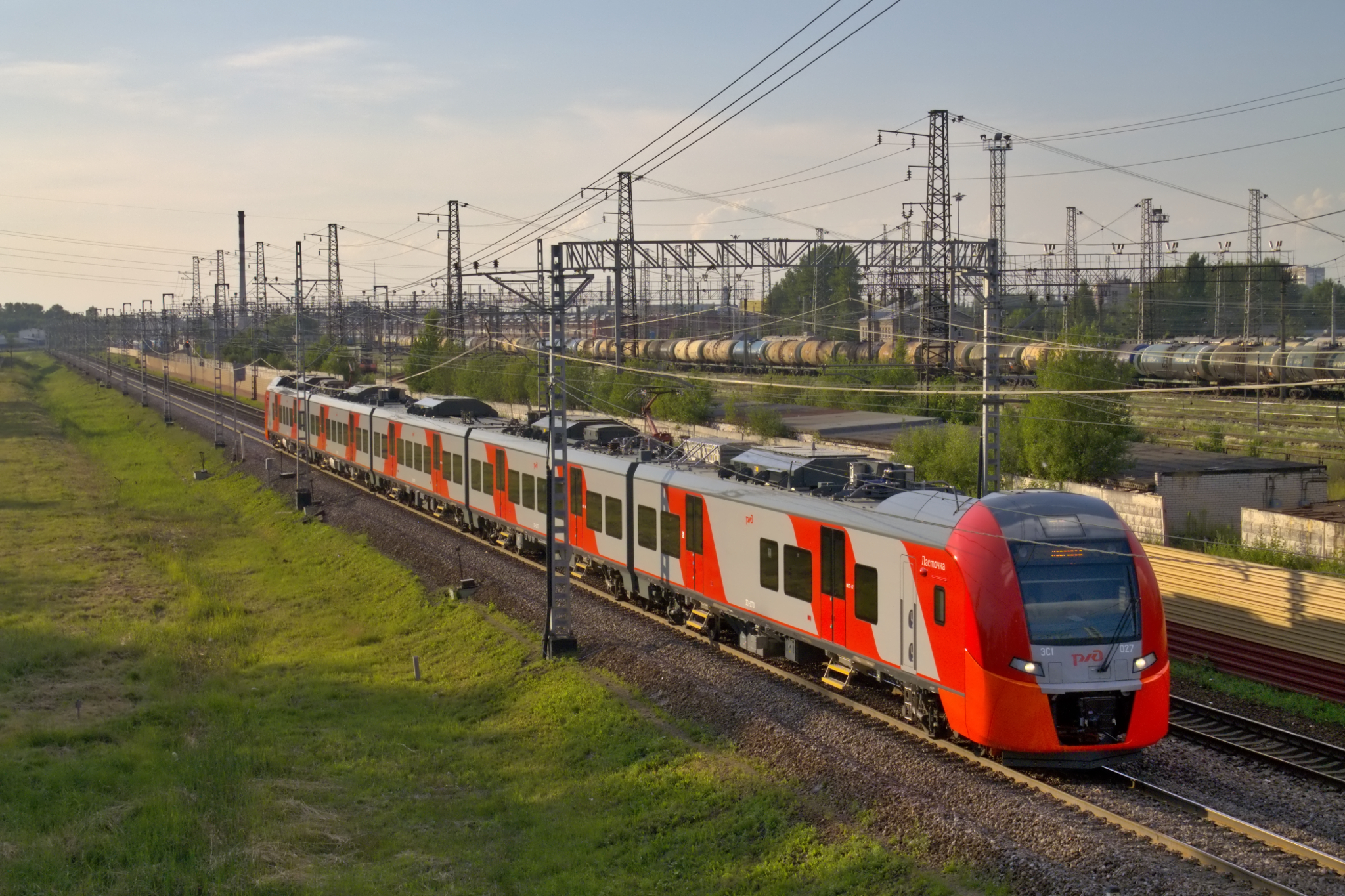
ЕС1-027 «Ластівка»
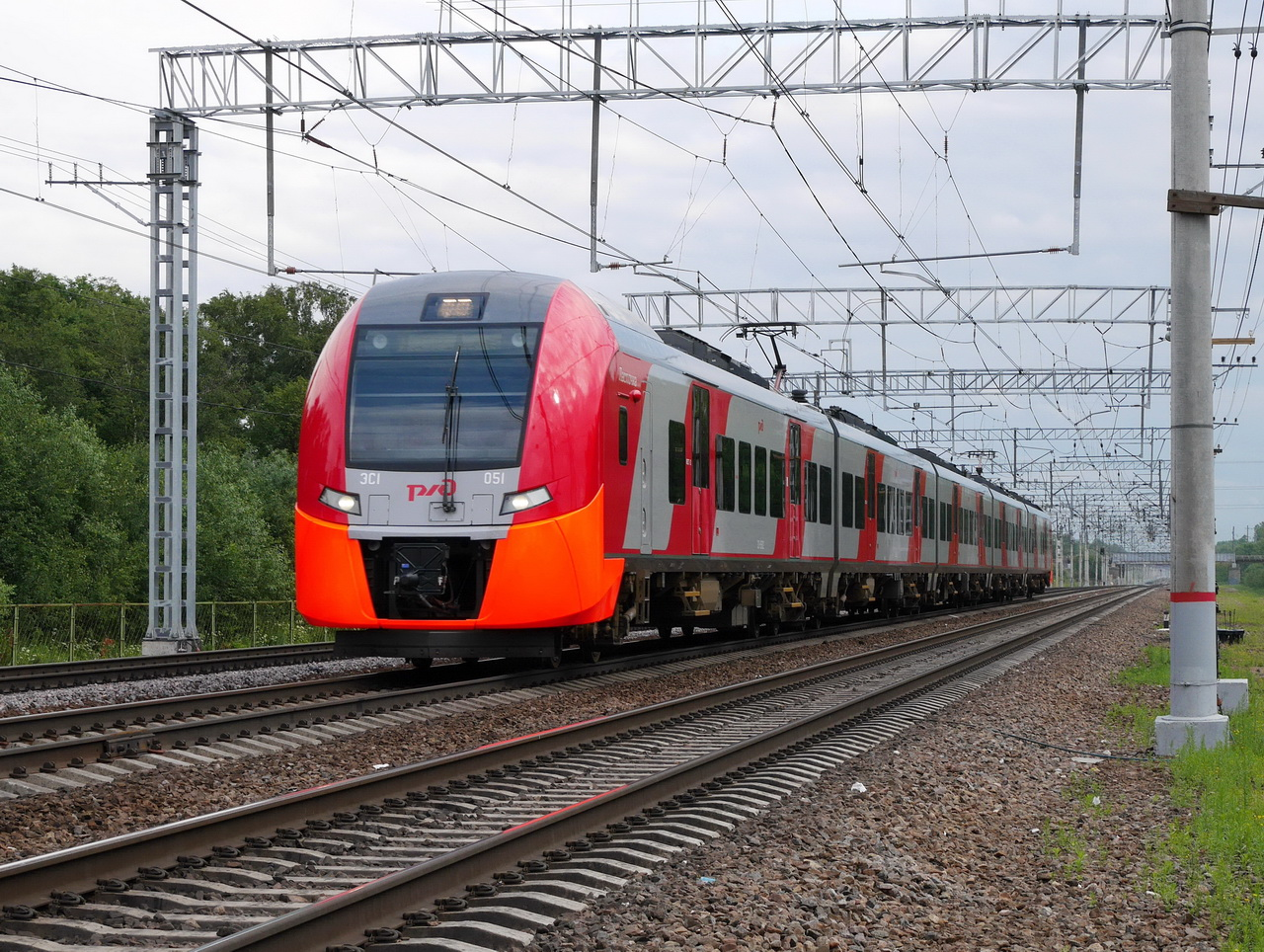
ЕС1-051 «Ластівка»

6 березня 2012 року перший електропоїзд надійшов до моторвагонне депо «Санкт-Петербург-Московське» з порту Усть-Луга для проведення пусконалагоджувальних робіт.
З 28 квітня 2013 року електропоїзди серії ЕС1 розпочали регулярний пасажирський рух між Москвою і Нижнім Новгородом.
11 листопада 2013 року на заводі «Уральські локомотиви» розпочато виробництво електропоїздів «Ластівка».
З 30 грудня 2019 року електропоїзди серії ЕС1 розпочали регулярний пасажирський рух між Анапою і Краснодаром.

## Галерея

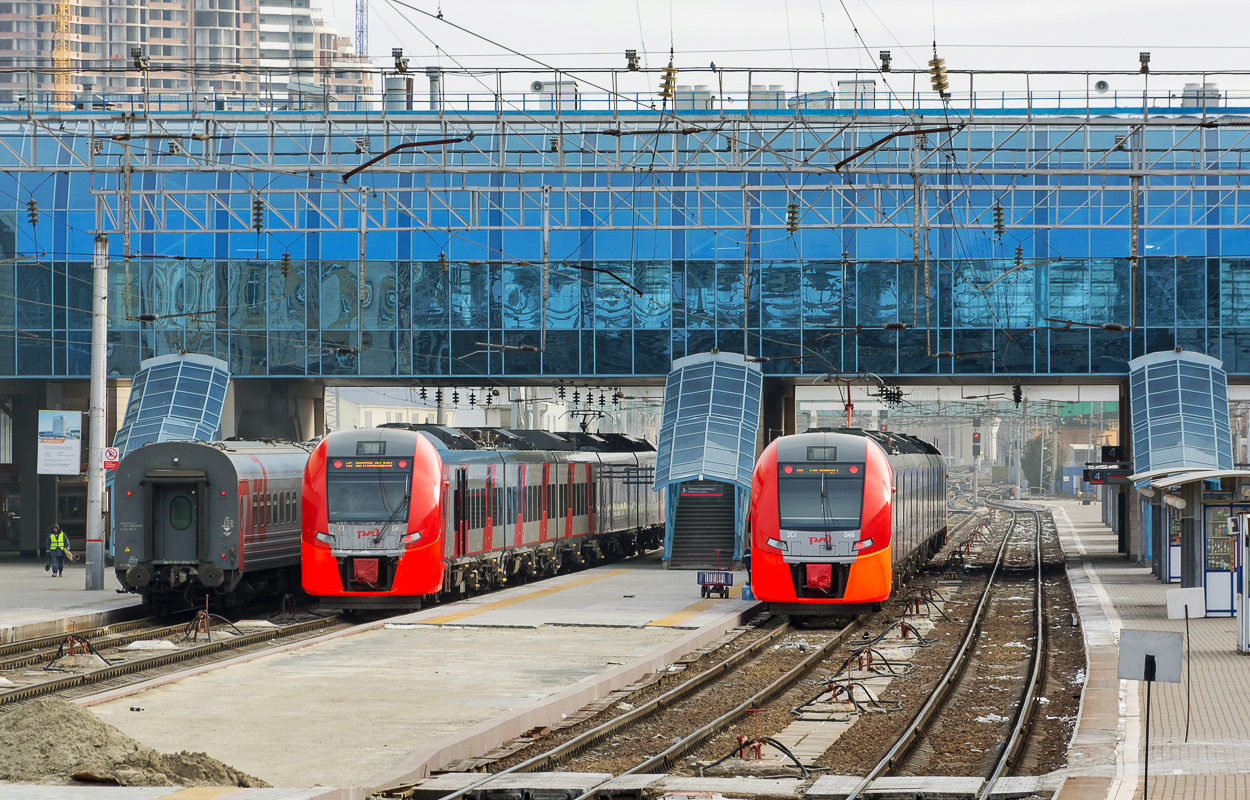
Станція Ростов-Головний
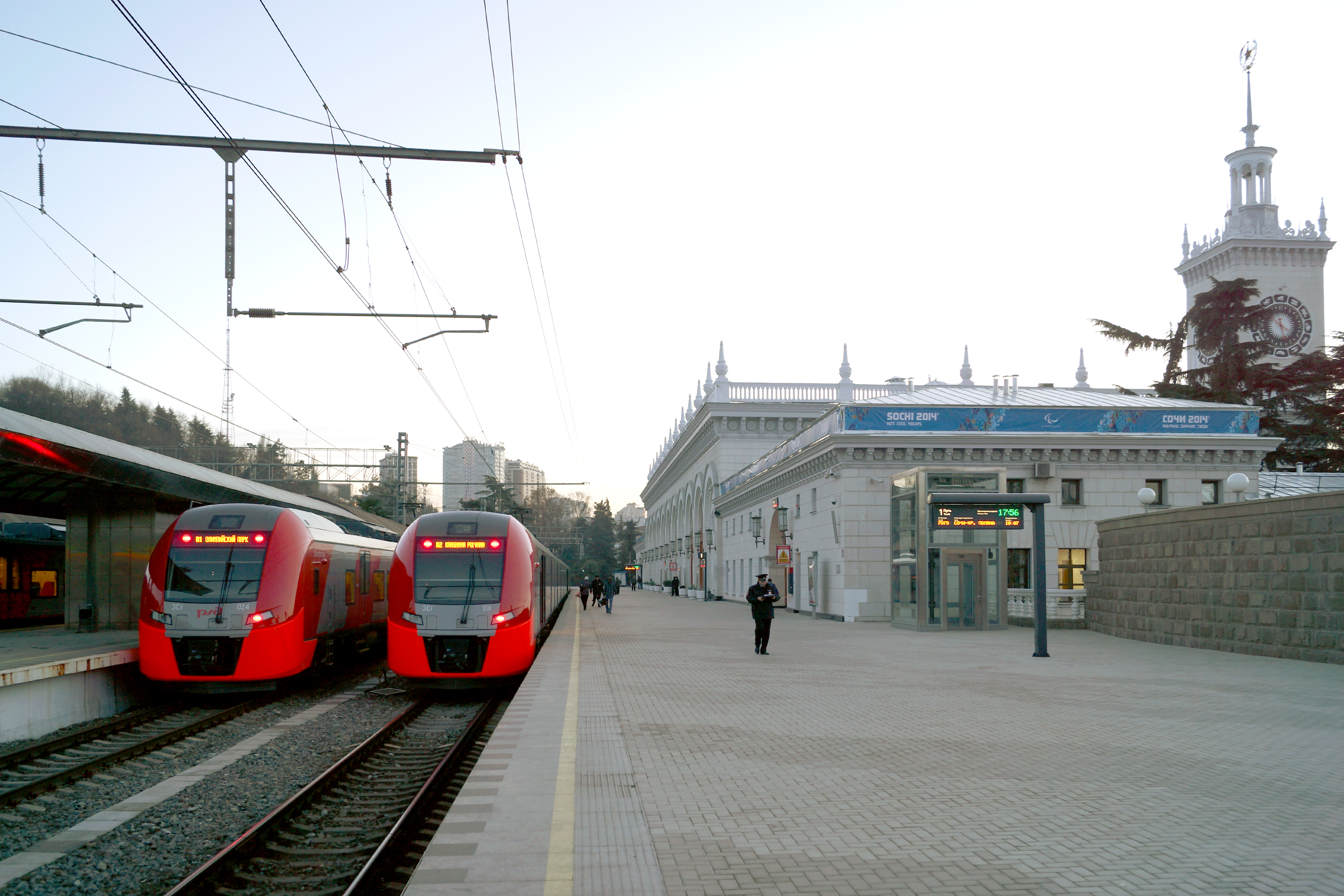
Станція Сочі
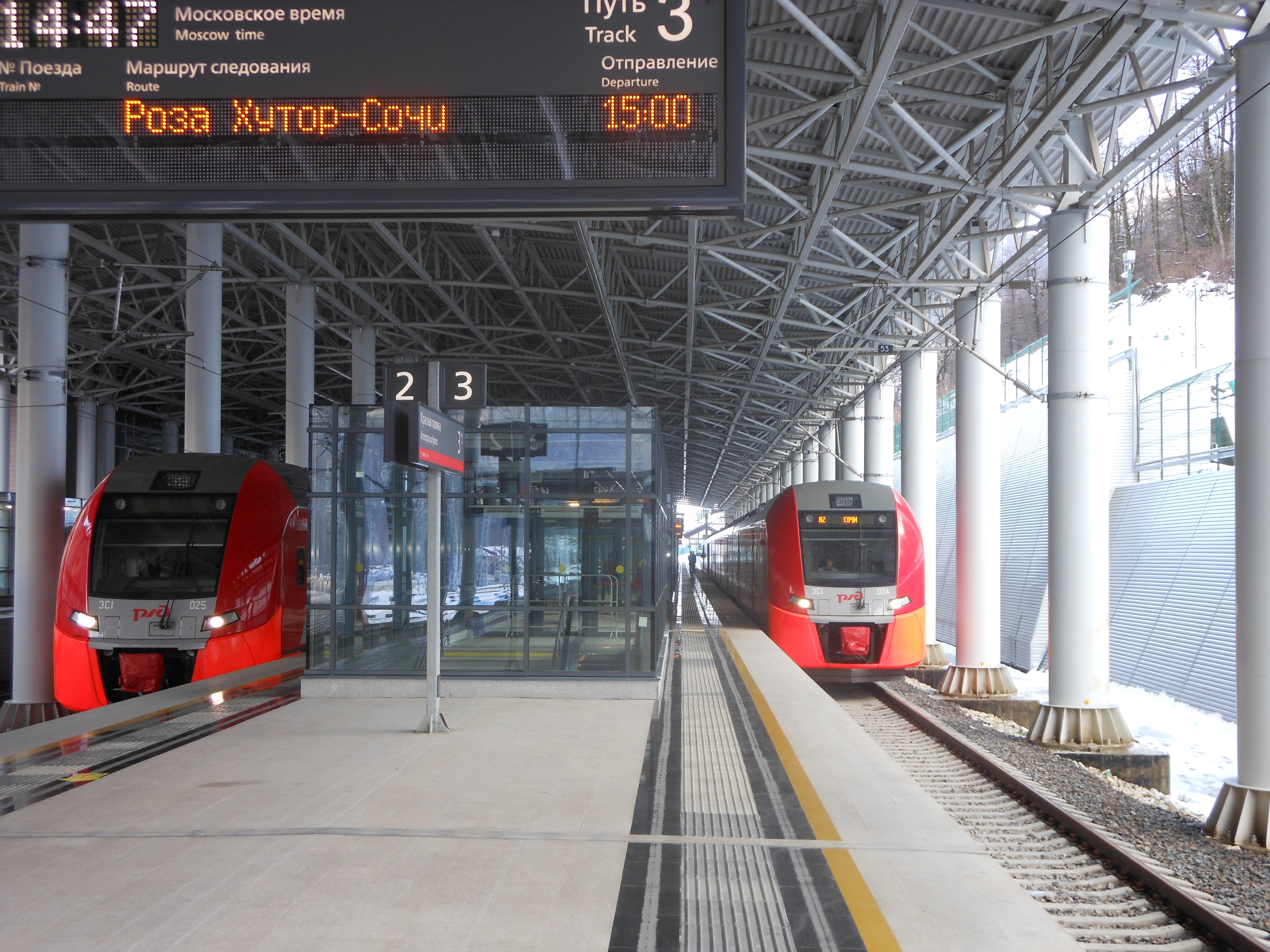
Станція Роза Хутор